# Haus Leipziger Straße 114 (Berlin)

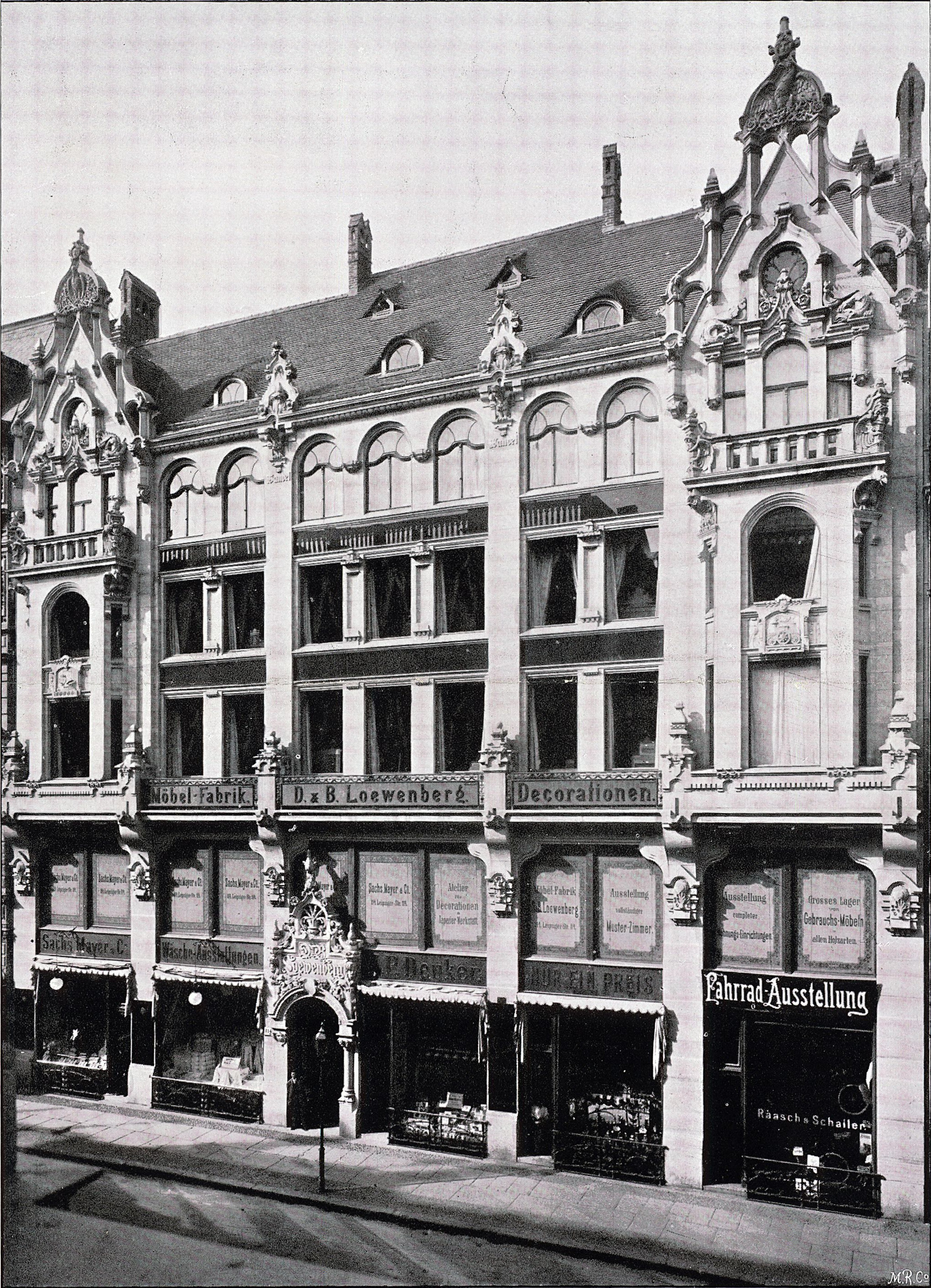
Haus Leipziger Straße 114

Das Haus Leipziger Straße 114 in Berlin war ein Geschäftshaus, das 1894–1895 nach Entwürfen des Berliner Architekten Hermann Krause (1857–1905) im Stil des Historismus für das Unternehmen D. & B. Löwenberg (Möbelfabrik und Einrichtungshaus) erbaut wurde. Außer dem Einrichtungshaus Löwenberg beherbergte das Gebäude verschiedene andere Einzelhandelsgeschäfte. Das Gebäude existiert nicht mehr.

## Beschreibung
Die Fassade war in fünf Geschosslagen gegliedert, wobei die horizontale Zweiteilung oberhalb des zweiten Geschosses durch die Anlage einer Brüstung besonders betont wurde. Eine vertikale Fassadengliederung erfolgte durch zwei Seitenrisalite mit Erkern und darüber angeordneten Blendgiebeln. Die Mittelachse erfuhr durch Überbreite eine Betonung.
Die beiden Untergeschosse wiesen eine aus fünf Achsen bestehende Untergliederung auf, wobei das obere Untergeschoss lediglich aneinander gereihte Blendfenster zeigte, die mit Inschriften versehen waren.
Die drei Obergeschosse nahmen die Achsgliederung der Untergeschosse in Supraposition wieder auf. Die beiden unteren Geschosslagen der Mittelachse erfuhren durch hochrechteckige Fenster eine dreiachsige Untergliederung. Bei den angrenzenden Flankierungsachsen reduzierte sich das Erscheinungsbild um eine Fensterachse. Die Untergliederung in sieben Fensterachsen wurde im Dachgeschoss exakt übernommen, als abschließende architektonische Zier wurden hier Rundbogenfenster eingesetzt.
Bei dem Drillingsfenster in der Giebelzone über dem Erker zeigte das breitere, mittlere Fenster einen Segmentbogen als Abschluss, während die beiden anderen, schmaleren Fenster gerade Stürze hatten. Das Oberlicht, das über dem mittleren der Drillingsfenster angebracht war, hatte eine spitzbogige Fensterverdachung. Simsfiguren „verschliffen“ die Höhenunterschiede. Einen ähnlichen Aufbau zeigt die Portalverdachung.

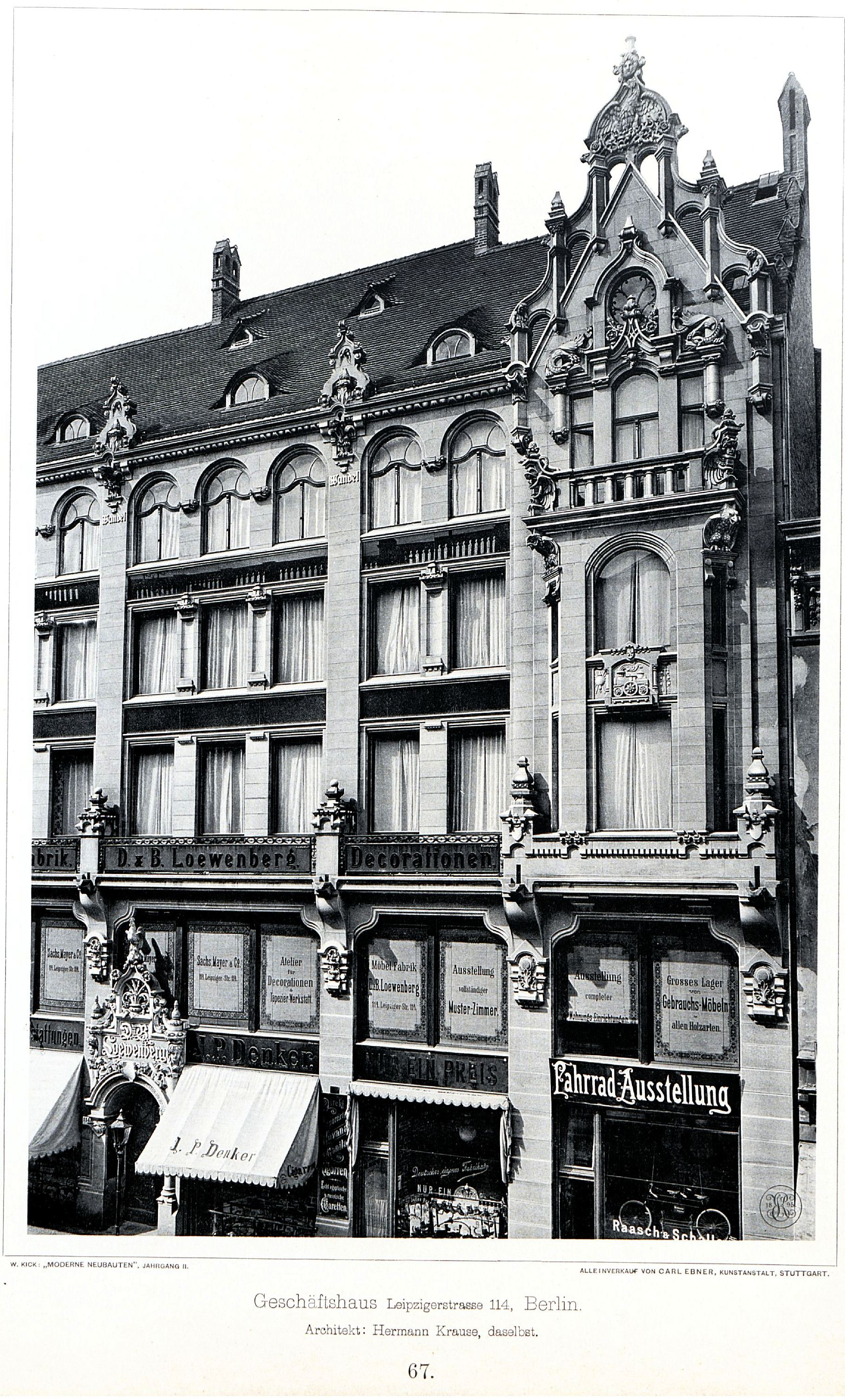
Frontseite
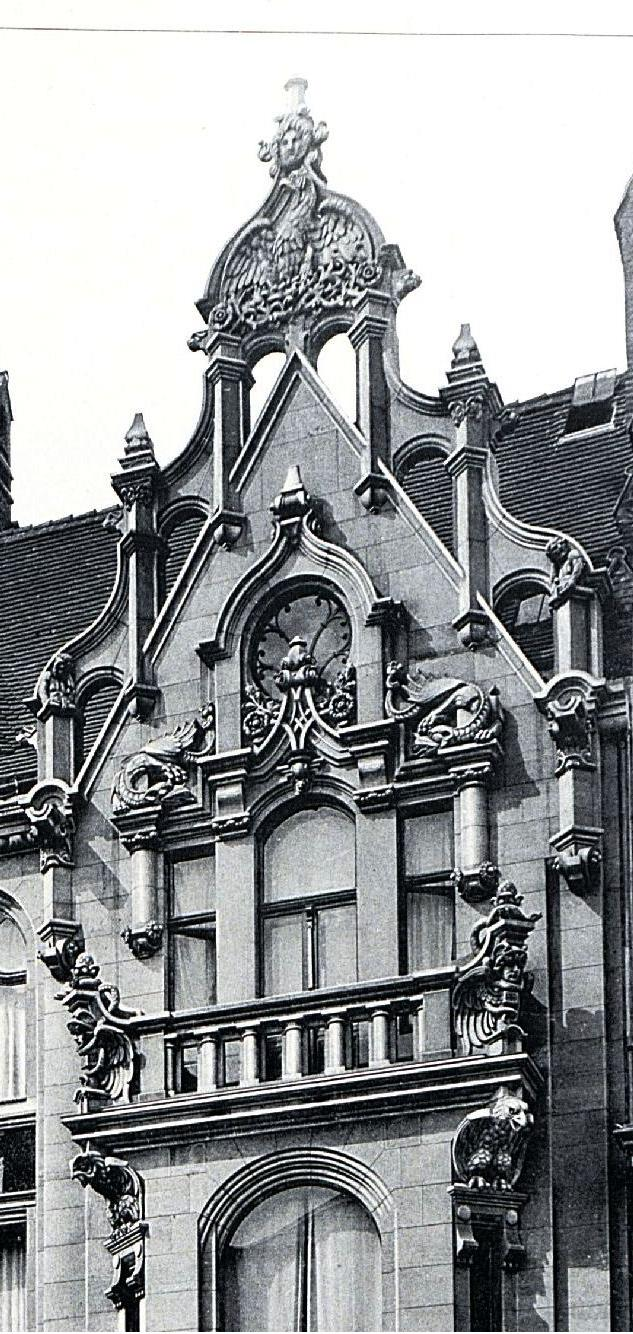
Blendgiebel
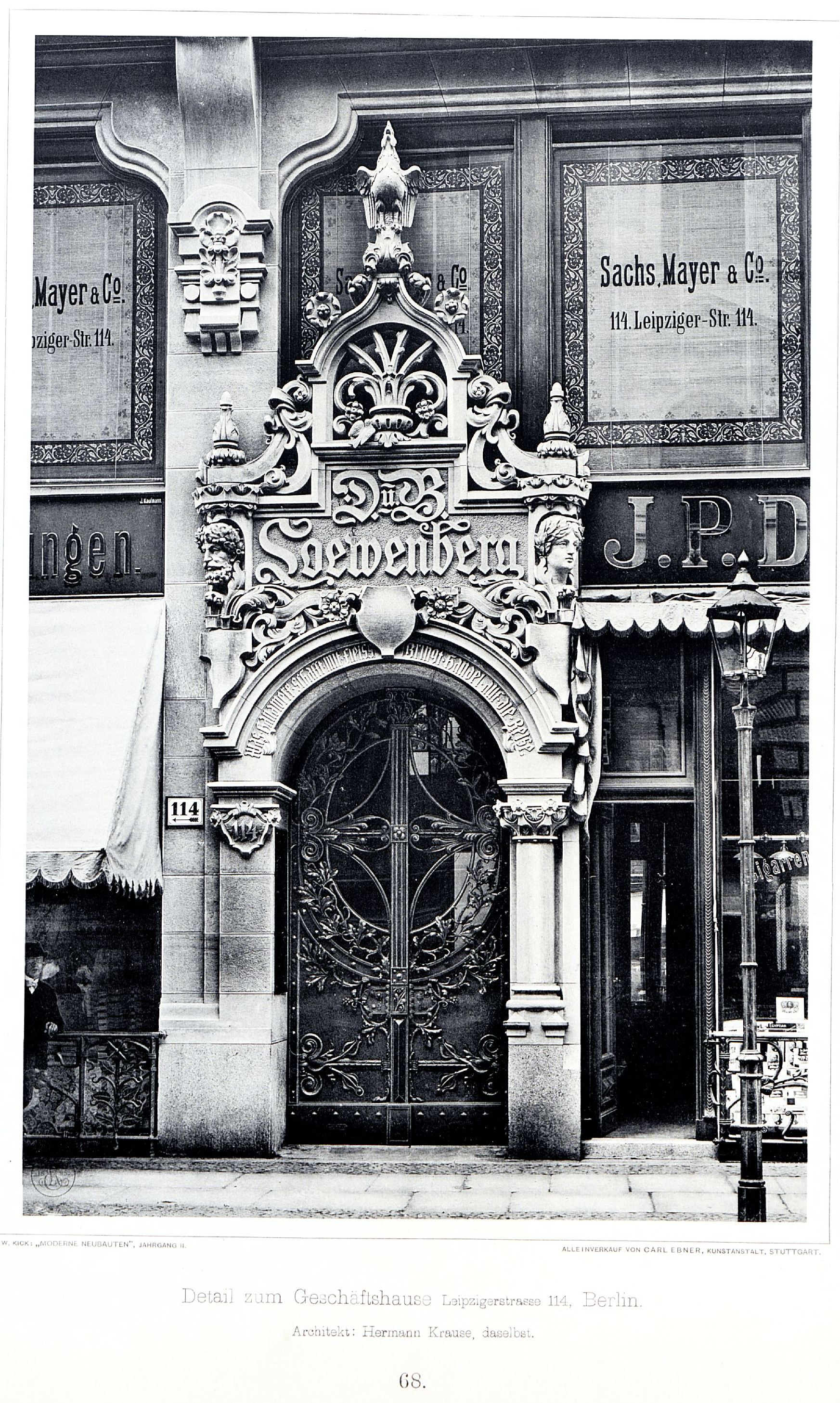
Portal

## Geschichte
Die in das Zentrum Alt-Berlins führende Handelsstraße wurde im 19. Jahrhundert durch zahlreiche Neubauten aufgewertet. Das hier beschriebene Gebäude fiel am Ende des Zweiten Weltkriegs den Kampfhandlungen und Bombardierungen zum Opfer. Erst ab den 1970er Jahren ließ die DDR-Regierung beiderseits entlang der Leipziger Straße neue Wohngebäude errichten.